# Tóth Kálmán (pap)
Pinkóczi Tóth Kálmán (Pest, 1853. december 26. – Veszprém, 1880. április 2.) piarista áldozópap és tanár.

## Élete
Gimnázium osztályait szülővárosában végezte és 1874. szeptember 29-én Vácon lépett a piarista rendbe. Tatán tanított 1875-78-ban, mely idő alatt magánúton végezte a hittudományokat, melyekből Nyitrán vizsgálatot tett. 1879. június 27-én pappá szentelték. Ez évben Veszprémbe küldték tanárnak és innét a budapesti egyetemen tanári alapvizsgálatot tett.
Költeményei különféle szépirodalmi lapokban jelentek meg; cikkei a Magyar Államban (1877. A kereszténység befolyása a nyelvtudományra); a veszprémi főgymnasium Értesítőjében (1895. Karácsonéj).

## Munkái
- Szökevény. Költői beszély, 1876
- Téli regék. Veszprém, 1880 (költ.)

### Kéziratban
- Alfréd, dráma 3 felvonásban (Tatán előadták)